# Jean-Louis Bazerque
Jean-Louis Bazerque (Pau, 11 mei 1905 - Larroque, 13 juni 1944) was een Franse verzetsstrijder die tijdens de Tweede Wereldoorlog een belangrijke schakel vormde in het ondergrondse netwerk Dutch-Paris.

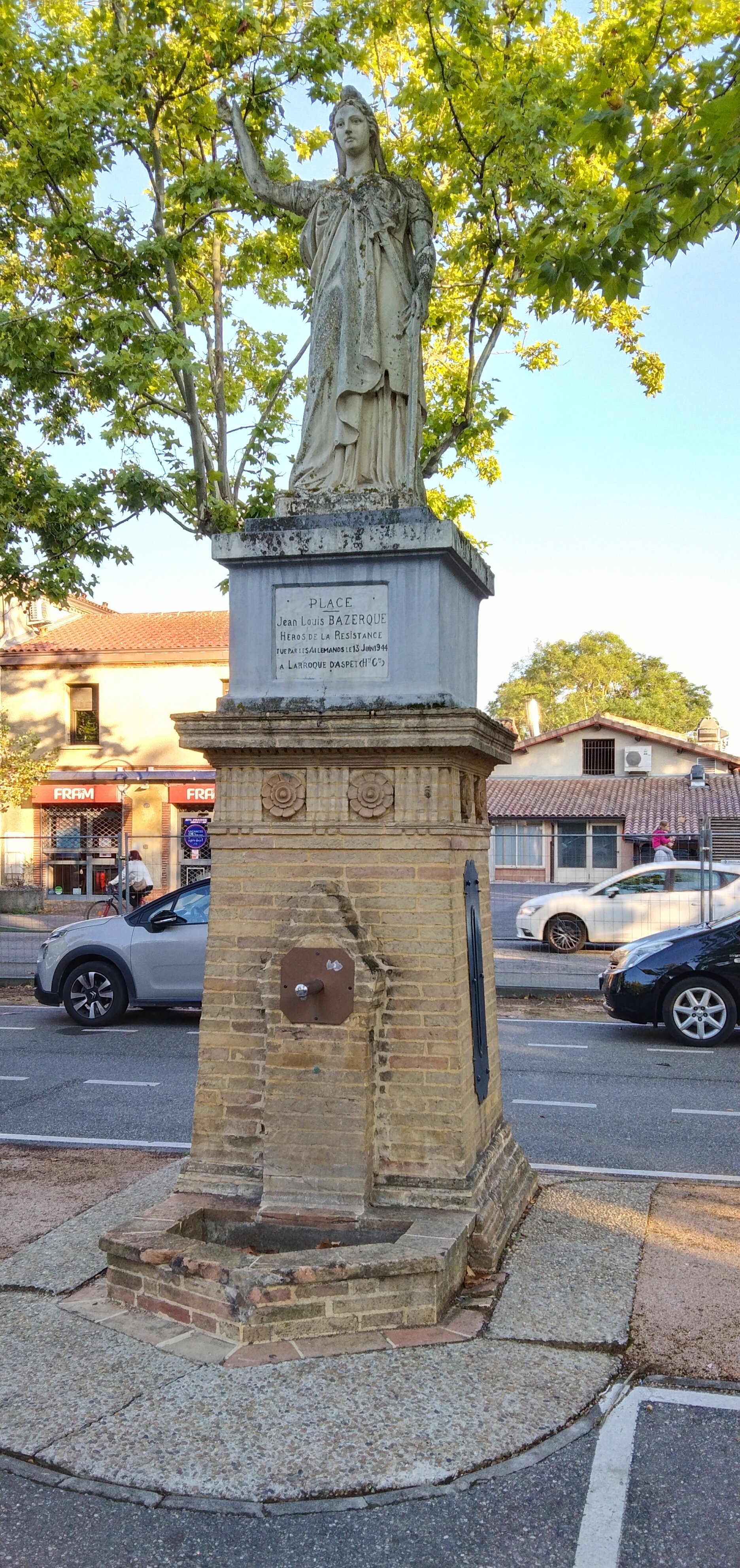
Gedenkteken voor Jean Louis Bazerque op het naar hem vernoemde plein

## Biografie
Voor de Tweede Wereldoorlog was Bazerque, medisch student en activist, lid van de Jeunes Socialistes (Jonge Socialisten) en het was voor hem een logische stap om in het voorjaar van 1942 tot de Résistance toe te treden. Hij sloot zich aan bij het Brutus Netwerk.
Opererend onder de schuilnamen "Charbonnier" en "Le Sanglier" stelde hij als ervaren bergbeklimmer vluchtroutes door de Pyreneeën samen en droeg hij zorg voor de organisatie en begeleiding van de konvooien. Hij hielp honderden vluchtelingen de grens tussen het door nazi-Duitsland bezette Frankrijk en de neutrale Spaanse Staat over te steken om aan de Duitse bezetter te ontkomen. Onder hen waren - naast Joodse vluchtelingen en repatriërende geallieerde gevechtspiloten - veel Engelandvaarders, zoals Bram van der Stok en Chris van Oosterzee.

Als ’passeur’ werkte hij samen met onder meer Pierre Treillet, bijgenaamd "Palo" en Henri Marot bijgenaamd "Mireille".
Tijdens het transport waar ook Bram van der Stok deel van uitmaakte, liep Bazerque op 13 juni 1944 met Joseph Barrère en Pierre Sabadie bij Larroque in een hinderlaag en werd door een Duitse patrouille met machinegeweren beschoten. Hun auto vatte vlam en de twee compagnons kwamen om in de vuurzee. Toen hij als overlevende probeerde te ontsnappen, sneuvelde hij in het vuurgevecht alsnog.
Om Bazerque te eren, werd in de  Toulousaanse voorstad  Aucamville een plein naar hem vernoemd.